# Piet Wiersma (atleet)
Piet Wiersma (Winschoten, 20 oktober 1997) is een Nederlandse atleet, gespecialiseerd in ultralopen. Hij is de winnaar van de 2024 Comrades Marathon (Zuid-Afrika, 87km) met een tijd van 5:25:00. Sinds 2022 is hij bovendien houder van het Nederlands record op de 100 km.

## Biografie
Op 11 september 2021 werd Wiersma tijdens de Run Winschoten Nederland kampioen over de 100 km, in een tijd van 6:49.47. Een jaar later nam hij in Berlijn deel aan het wereldkampioenschap over die afstand. Op dat kampioenschap behaalde hij brons in een nieuw Nederlands record van 6:18.47. Daarmee verbrak hij het 33 jaar oude record van Bruno Joppen.
In 2023 ging Wiersma te Vilnius een wereldrecordpoging op de 100 km doen. Dat zou gebeuren in een rechtstreekse strijd met de Litouwse wereldrecordhouder Aleksandr Sorokin. Na 70 kilometer moest hij zijn poging echter staken, omdat hij last had van zijn hamstrings. Sorokin verbak in de wedstrijd zijn eigen wereldrecord. Op 11 juni dat jaar werd de ultraloper tweede tijdens de Comrades Marathon, op slechts 3 seconden van de winnaar.

## Kampioenschappen
| Afstand | Titel               | Jaar |
| ------- | ------------------- | ---- |
| 100 km  | Nederlands kampioen | 2021 |

## Persoonlijke records
| Afstand  | Tijd         | Datum            | Plaats           |
| -------- | ------------ | ---------------- | ---------------- |
| marathon | 2:18.59      | 19 februari 2023 | Sevilla          |
| 50 km    | 3:00.03      | 25 april 2022    | Castel Bolognese |
| 100 km   | 6:18.47 (NR) | 27 augustus 2022 | Berlijn          |

## Palmares

### Marathon
- 2023: 75e Marathon van Sevilla - 2:18.59
- 2024: 13e Marathon van Milaan - 2:21.49
- 2025: 57e Marathon van Sevilla - 2:21.19

### 50 km
- 2022:  50 km di Romagna - 3:00.03
- 2023: 6e 50 km di Romagna - 3:02.57

### 100 km
- 2019:  NK / 8e Run Winschoten - 7:39.06
- 2021:  NK /  Run Winschoten - 6:49.47
- 2022:  WK in Berlijn - 6:18.47

### Andere ultra afstanden
- 2022:  Zestig van Texel (60 km) - 3:45.39
- 2023:  Comrades marathon (87,701 km) - 5:14.01
- 2024:  Comrades marathon (87,701 km) -  5:25:00